# Chantilly, Oise
Chantilly là một xã trong vùng đô thị Paris, thuộc tỉnh Oise, vùng Hauts-de-France của nước Pháp, có dân số là 10.902 người (thời điểm 1999).

## Các thành phố kết nghĩa
- Überlingen, Đức

## Những người con của thành phố
- Louis Antoine Henri de Condé, công tước của Enghien (1772-1804
- Anne de Montmorency, công tước thứ nhất của Montmorency (1493-1567), thống chế của Pháp
- Henri I de Montmorency (1534-1614), thống chế của Pháp
- Henri II de Montmorency (1595-1632), đại đô đốc, thống chế
- Alfred Aston (1912-2003), cầu thủ bóng đá quốc gia